# エル・ソリタリオ
エル・ソリタリオ（El Solitario、本名：Roberto González Cruz、1946年5月25日 - 1986年4月6日）は、メキシコ・ハリスコ州ヤウアリカ出身の覆面レスラー。
息子のエル・イホ・デル・ソリタリオもプロレスラーである。

## 来歴
"Othon Banzica" のリングネームで活動していた兄のヘスス・ゴンサレスの紹介により、ジョー・エル・エルモソのトレーニングを受けて1960年に14歳でデビュー。前年に試合中のアクシデントで死去したヘススのリングネームを継承し、覆面レスラーの "Othon Banzica II" として活動していたが、1962年12月にマスカラ・コントラ・マスカラで敗れてマスクを失う。その後、ディアブロ・ベラスコのもとで再びトレーニングを積み、1966年2月にエル・ソリタリオとして再デビューを果たした。
「エル・ソリタリオ」のリングネームは、アメリカの活劇ドラマ『ローン・レンジャー』のメキシコでのタイトル "El Llanero Solitario" から取られており、劇中で主人公が着けていた黒いアイマスクを模した縁取りの黄金色の覆面を被るなど、プロモーターのレイ・プラタによって西部劇のガンマンをイメージしたキャラクターが与えられた。

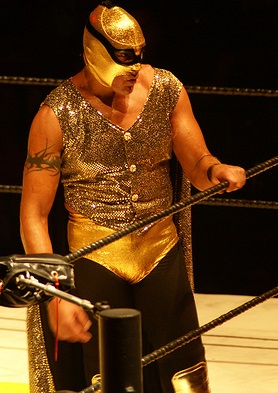
没後の1990年にデビューした息子のエル・イホ・デル・ソリタリオも、父と同じデザインの覆面を継承。

エル・サントの「エンマスカラード・デ・プラタ」（銀色の仮面）に対する「エンマスカラード・デ・オロ」（黄金の仮面）として、当初はルードのポジションで活動。1967年よりEMLLに参戦、1969年8月にはエル・ラヨ・デ・ハリスコを破ってNWA世界ミドル級王座を獲得、1970年11月にはレイ・メンドーサからNWA世界ライトヘビー級王座を奪取した。1971年はアメリカのNWAロサンゼルス地区にも進出し、国際的なスターとなっていたミル・マスカラスとも激闘を展開している。
1972年7月、日本プロレスの『サマー・ビッグ・シリーズ』に初来日し、ジャイアント馬場や坂口征二らスーパーヘビー級の選手とも対戦。同シリーズにはミル・マスカラスも参戦しており、当時メキシコやロサンゼルスでは敵同士だった両者のタッグチームが実現している。ソリタリオ（孤独な男）というリングネーム通り、華やかなマスカラスとは対照的なクールな雰囲気から、日本では「孤狼仮面」なる異名が付けられた。
帰国後の1972年12月、パートナーだったアンヘル・ブランコをマスカラ・コントラ・マスカラで破ったことを機にリンピオに転向。翌1973年には最優秀人気選手に選ばれ、以降マスカラスに匹敵する人気を持つ重量級ルチャドールのトップ・スターとなってメキシコのマット界に君臨した。アメリカでもベビーフェイスとして活躍し、ロサンゼルス地区ではジョン・トロス、ルーク・グラハム、パク・ソンなどヘビー級のヒールと対戦している。
1977年よりLLIに移籍し、1979年5月にはLLIの提携ルートで新日本プロレスの『第2回MSGシリーズ』に来日。中盤戦特別参加でリーグ戦には出場しなかったものの、カネックとのメキシカン・コンビで注目を集めた。1981年9月の『ブラディ・ファイト・シリーズ』への再来日では、田園コロシアムにて藤波辰巳のWWFジュニアヘビー級王座に挑戦している。
その間の1980年1月にはメキシコシティにて栗栖正伸を破りUWA世界ジュニアライトヘビー級王座を獲得。また、新日本プロレスでもタッグを組んだことのあるアンドレ・ザ・ジャイアントのメキシコ参戦時のパートナーも務め、アンドレとのコンビで2対3の変則タッグマッチも行った。ロサンゼルスやテキサスなどメキシカン人口の多いアメリカのテリトリーにも時折遠征しており、ダラスのWCCWではザ・グレート・カブキやキラー・ブルックスなどの主力ヒールと対戦、1982年6月4日にテキサス・スタジアムで行われたフリッツ・フォン・エリックの引退興行にも出場した。
1982年にはUWA世界ジュニアヘビー級王座の初代チャンピオンに認定され、以降もペロ・アグアヨらと抗争を展開した後、1984年5月に第3団体のスペル・リブレスに移籍。1985年12月にはカルロス・エリソンドの主宰する独立プロモーションに登場してドクトル・ワグナーと対戦した。
翌1986年1月にLLIに復帰したが、3月末にモンテレイでの試合中に腰を強打。歩行困難となる重傷を負い手術を受けるも、施術中に心臓麻痺を起こし同年4月6日に死去。39歳没。

## 得意技
- La Suástica（アブドミナル・ストレッチ）
- La Filomena（スピンキック）
- フライング・ヘッドバット

## 獲得タイトル
EMLL
- NWA世界ライトヘビー級王座：1回[4]
- NWA世界ミドル級王座：1回[3]

LLI
- UWA世界ジュニアヘビー級王座：1回[14]
- UWA世界ジュニアライトヘビー級王座：2回[11]
- UWA世界ライトヘビー級王座：1回[15]

その他
- オクシデンテ・ウェルター級王座：1回[16]
- アレナ・メヒコ・タッグ王座：1回（w / エル・ハルコン）[16]